# Ludwig Göransson
Ludwig Emil Tomas Göransson (švédsky: [ˈlɵ̌dːvɪɡ ˈjœ̂ːranˌsɔn]; narozen 1. září 1984 v Linköpingu) je švédský skladatel, textař, dirigent a hudební producent, známý také pod uměleckým jménem Ludovin. Za svou tvorbu získal řadu ocenění. Za práci pro film Black Panther z roku 2018 získal Oscara za nejlepší původní hudbu a také cenu Grammy za nejlepší hudbu k vizuálnímu médiu. Dále získal dvakrát cenu Grammy za píseň This Is America (v kategoriích píseň roku a nahrávka roku).
Podílel se též na pokračování filmu Black Panther: Wakanda nechť žije z roku 2022 a za skladbu „Lift Me Up“ z tohoto filmu v podání Rihanny získal nominaci na Oscara za nejlepší původní píseň. Sedmkrát získal BMI Film & TV Awards (v kategoriích BMI Streaming Series Award a BMI Theatrical Film Award). Dále je mimo jiné autorem hudby k filmům jako Fruitvale Station (2013), Venom z roku 2018, Tenet (2020), Proměna (2022) a Oppenheimer (2023) a k seriálům Mandalorian (2019) a Boba Fett: Zákon podsvětí (2021).
Za hudbu k filmu Oppenheimer již ocenění získal (St. Louis Film Critics Association Awards, Washington D.C. Area Film Critics Association Awards) a je nominován na řadu dalších cen, které teprve budou v roce 2024 vyhlášeny (včetně Grammy a ceny Zlatý glóbus; dále Astra Awards, Austin Film Critics Association Awards, Critics' Choice Movie Awards, Georgia Film Critics Association Awards, Satellite Awards, Seattle Film Critics Society Awards a Society of Composers & Lyricists Awards).

## Mladí a studium

### Život ve Švédsku
Ludwig Göransson se narodil a vyrostl v Linköpingu v jižním Švédsku. Jeho matka Maria pochází z polské Varšavy a pracuje jako květinářka. Otec Tomas je Švéd a pracuje jako učitel hry na kytaru. Má starší sestru Jessiku. Jméno Ludwig mu rodiče vybrali po Ludwigu van Beethovenovi. O hudbu se začal zajímat velmi brzy, nejprve vystudoval DeGeerovu střední hudební školu v Norrköpingu a posléze Královskou hudební školu ve Stockholmu (Kungliga Musikhögskolan i Stockholm), nejstarší hudební konzervatoř ve Švédsku.

### Studia vLos Angeles
Ve 22 letech, v roce 2007 se přestěhoval do Los Angeles, kde začal studovat na University of Southern California Scoring for Motion Picture and Television. Göransson se poprvé prosadil jako skladatel již v roce 2009 pro komedii Community. Na univerzitě se Ludwig také seznámil s Ryanem Cooglerem, pro kterého v roce 2011 složil hudbu k oceňovanému krátkému filmu Fig (scénář Alex George Pickering), který Coogler režíroval ještě na University of Southern California. Dvojice pak společně pracovala na celovečerních filmech Fruitvale Station (2013), Creed (2015) a Black Panther (2018), za který Göransson získal Oscara. Brzy po absolvování univerzity začal pracovat jako asistent Theodora Shapira, skladatele známého například z filmů Along Came Polly, Ďábel nosí Pradu, Idiocracy nebo Tropic Thunder.

## Osobní život
Ludwig Göransson je ženatý s americkou houslistkou Serenou McKinneyovou (která se podílela např. na nahrávce studiového alba The Visitor kanadského hudebníka  Neila Younga), vzali se v roce 2018 a v roce 2019 se jim narodil syn Apollo.